# Глебовичи
Глебо́вичи — шляхетский род герба «Лелива». Один из богатейших и влиятельнейших родов Великого княжества Литовского, из которого вышли многие видные государственные деятели. Пресёкся 18 апреля 1669 года со смертью последнего мужского представителя рода — Юрия Николаевича.
Считается, что род происходил от воеводы смоленского и дорогобужского Глеба Вежевича, жившего в XV веке. Некоторые исследователи предполагали происхождение этого лица от Гедимина или от маршалка литовского Монивида. Более вероятно, что Глеб происходил из бояр Смоленской или Полоцкой земель.
Глебовичи владели землями в Мозырском, Игуменском, Оршанском и Новогрудском поветах, а также на Смоленщине, в Витебщине и в Польше. Глебовичам принадлежали города Дубровно и Заславль, они владели резиденциями в Вильне и Минске.
После смерти Глеба Вежевича у него остались вдова Анна Милохна Рачковна, вероятно, что именно детьми Глеба Вежевича были Юрий, Станислав и Пётр, занимавшие в Великом княжестве Литовском высокие должности.

## Представители
- Юрий Гле́бович (ум. между 1520 и 1524) — наместник смоленский в 1492—1499, оршанский и оболецкий в 1500—1501, витебский в 1503—1508 и смоленский в 1508—1514 годах. Староста мерецкий с 1514 и волковысский с 1520[1] (1518?[2]) года. В 1506 году вместе с Иваном Сапегой и конюшим смоленским Иваном Фёдоровичем участвовал в посольстве к великому князю московскому, где вёл переговоры о разграблении приграничных земель и торговцев. Так как разграблению подвергались и владения Юрия, в 1508 году великий князь литовский Сигизмунд I пожаловал ему Клевицы в качестве компенсации[2]. В 1513 году, во время войны с Москвой, участвовал в обороне Смоленска[1]. Умер до 1524 года[2].

- Николай Юрьевич (ум. 1514) — староста дорогичинский и слонимский. В битве на Ведроше 1500 года вместе со многими другими представителями знати попал в московский плен. Несмотря на неоднократные попытки добиться возвращения пленных, предпринимаемые как центральной властью, так и родом Глебовичей, Николай был отпущен из плена самым последним лишь в 1511 году. В 1512 году был старостой дорогичинским. Во время следующей войны с Москвой фактически возглавлял оборону Смоленска в 1513 году. В 1514 году упоминается как мёртвый.
- Ян Юрьевич (около 1480 — 23 апреля 1549) — маршалок господарский в 1516-1542, державца мстиславский с 1527 и радунский, воевода витебский с 1528, полоцкий с 1532, виленский с 1542, канцлер великий литовский с 1546 года. Был доверенным лицом королевы Боны.

- Ян Янович (1544 — июль 1590) — державца аникштынский в 1571—1585, староста аникштынский с 1575 и радошковицкий с 1576, каштелян минский в 1571—1585, староста аникштский (1575—1590), староста радошковицкий (1576—1590), подскарбий земский литовский и писарь в 1580—1586, державца упитский с 1584, каштелян трокский с 1585, воевода трокский с 1586 года. По вероисповеданию сначала католик, после перешёл в кальвинизм.
- Николай Янович (? — 18 ноября 1632) — подстолий литовский с 1605, воевода смоленский с 1611, каштелян виленский с 1621 года.

- Юрий Николаевич (? — 18 апреля 1669) — староста аникштынский и радошковицкий с 1633, подстолий литовский с 1639, стольник литовский с 1643, воевода смоленский с 1643, староста жемайсткий с 1653, воевода виленский с 1668 года. Последний мужской представитель рода.

- Станислав Гле́бович (? — после 1513) — наместник мерецкий в 1492—1495, маршалок господарский в 1492—1511, наместник витебский в 1495—1501, браславский с 1501, полоцкий с 1502, воевода полоцкий с 1502. Известный дипломат. Участвовал в посольствах к великому князю московскому в 1492, 1499, 1503, 1504 и 1511 годах[1].
- Пётр Гле́бович (ум. после 1522) — наместник новогородский в 1502 и кревский в 1511—1522 годах[1].